# サルプスボルグ
サルプスボルグ （ノルウェー語: Sarpsborg）は、ノルウェー・エストフォル県の県庁所在地。面積406平方キロメートル、人口59,038人（2023年）。公用語はブークモール。
サルプスボルグは、有名なヴァイキング時代の王オーラヴ・ハーラルソン（別名聖オーラヴ）によって1016年に創設された。不幸なことに旧市街の大半が1702年の地滑りでグロンマ川に飲み込まれた。市はより安全な場所へ移されて再建されたが、1567年のスウェーデン軍侵攻で焼き払われた。人口の半分は15キロ下流にある現在のフレドリクスタへ移っていった。再び町が再興し、1839年に市となり、自治体としてチューネから分離した。 
フレドリクスタとともに、サルプスボルグはノルウェー第5の都市圏を形成している。
製紙産業会社ボルレガーは市で最も重要な産業を担ってきた。ノルウェー第2のビール製造会社ハンザ・ボル子会社ボルがある。
1960年代、サルプスボルグをホームタウンとするサッカー・クラブ、サルプスボルグFKは有名であったが、現在はアイスホッケー・チームのスパルタ・ウォリアーズがより有名である。

## 市名の由来
ノース人の時代、町は城を意味するボルグ（borg）と呼ばれていた。この背景にはオーラヴ・ハーラルソンが建設した城塞がある。のちに滝の名前Sarprが加わった。

## 紋章
現在の市の紋章は1965年頃からのもので、1556年から使われた古い紋章を元とする。城の上にクマが表されている。クマは13世紀初頭のいつかにサルプスボルグ伯アルヴ・エーリングソンによってもたらされた。彼は自身の強さを表すのにクマを象徴としていた。城は、かつての町の名前の起源である要塞を象徴化したものである。

## サルプスボルグ出身の著名人
- トーマス・ミューレ - サッカー選手

## 姉妹都市
- ベツレヘム, パレスチナ
- バーウィック・アポン・ツイード, イギリス
- セーデルテリェ, スウェーデン
- グランドフォークス, アメリカ合衆国
- ストルアー, デンマーク
- フォルッサ, フィンランド